# Referèndum per la monarquia de Ruanda de 1961
Es va celebrar un referèndum sobre la monarquia a Ruanda el 25 de setembre de 1961, concurrent amb les eleccions parlamentàries. El referèndum va plantejar dues qüestuions: si s'havia de conservar la monarquia després de la independència l'any següent, i si el titular, Kigeli V, hauria de seguir sent Rei.
El resultat va ser un "no" per ambdues preguntes del 80% dels votants, amb una participació del 95%. El rei Kigeli va afirmar que s'havia produït frau electoral.

## Resultats

### Pregunta primera
S'hauria de preservar la monarquia a Ruanda?
| Elecció                          | Vots      | %     |
| -------------------------------- | --------- | ----- |
| A favor                          | 253.963   | 20,15 |
| En contra                        | 1.006.339 | 79,85 |
| Nuls/en blanc                    | 14.329    | –     |
| Total                            | 1.274.631 | 100   |
| Votants registrats/participació  | 1.337.342 | 95,31 |
| Font: African Elections Database |           |       |

### Pregunta dos
Kigeli V hauria de continuar sent rei de Ruanda?
| Elecció                          | Vots      | %     |
| -------------------------------- | --------- | ----- |
| A favor                          | 257.510   | 20.40 |
| En contra                        | 1.004.655 | 79.60 |
| Nuls/en blanc                    | 11,526    | –     |
| Total                            | 1,273,691 | 100   |
| Votants registrats/participació  | 1,337,342 | 95.24 |
| Font: African Elections Database |           |       |